# 韋謝利夫卡 (博布里涅茨區)
47°46′39″N 32°10′34″E / 47.77750°N 32.17611°E
韋謝利夫卡（烏克蘭語：Веселівка），是烏克蘭中部的村莊，隸屬基洛夫格勒州的克羅皮夫尼茨基區。該村面積1.03平方公里，海拔高度129米，2001年人口482，人口密度每平方公里467.1人。